# جيم نورمان (عازف جاز)
جيم نورمان هو عازف جاز كندي، ولد في 29 أكتوبر 1948 في مونتريال في كندا.

## وصلات خارجية
- جيم نورمان على موقع IMDb (الإنجليزية)
- الموقع الرسمي